# Reset EP
Reset to EP amerykańskiej grupy Mute Math. Było ono pierwszym wydanym albumem zespołu. Płyta ukazała się 28 września 2004 roku nakładem oddziału Warner Music Group.

## Lista utworów
Autorami tekstów są Paul Meany i Darren King, wyjątki są oznaczone.
1. "Control" (Meany, King, Adam LaClave) – 4:36
  - W utworze, grając na gitarze basowej, pojawił się Jonathan Allen.
2. "Peculiar People" (Meany, Jonathan Foreman, King) – 4:35
  - W utworze, grając na gitarze basowej, pojawił się Jonathan Allen.
3. "OK" – 5:23
4. "Reset" – 5:25
5. "Plan B" – 4:46
  - W utworze, wykonując kilka partii gitarowych, pojawił się Dave Rumsey.
6. "Progress" – 4:45
7. "Afterward" – 1:19